# Waitara
Waitara – miasto w Nowej Zelandii. Położone w zachodniej części Wyspy Północnej, w regionie Taranaki, 6228 mieszkańców. (dane szacunkowe – styczeń 2010).